# Kantaksantyna
Kantaksantyna (E161g) – organiczny związek chemiczny z grupy ksantofili (podgrupa karotenoidów). Naturalny, różowy barwnik spożywczy. Jest obecny w małych ilościach w wielu gatunkach roślin i grzybów oraz w piórach niektórych ptaków. Można go produkować syntetycznie z β-karotenu, ale na skalę przemysłową jest otrzymywany z piór flamingów. Jego użycie do celów spożywczych jest zakazane w niektórych krajach.
Dopuszczalne dzienne spożycie wynosi 0,03 mg/kg ciała.

## Zastosowanie
W przemyśle spożywczym używana do barwienia paluszków rybnych, lodów, ptasiego mleczka, a także marynat, sosów i konserw. Znajduje również zastosowanie do produkcji tabletek opalających.

## Działanie niepożądane
Przy stosowaniu tabletek opalających zawierających kantaksantynę mogą wystąpić problemy ze wzrokiem (np. utrata nocnego widzenia), a także: odbarwienia skóry, nawracające pokrzywki oraz wrażliwość na ostre światło. W skrajnych przypadkach kantaksantyna może być przyczyną retinopatii barwnikowej.